# 龜山冷泉
龜山冷泉位於臺灣桃園市龜山區兔子坑，主要的地質為變質岩。龜山冷泉為低溫硫磺泉，冷泉的泉水溫度在23度左右，而且帶有些微的硫磺味。

## 泉質
- 酸鹼值pH7.8，硫磺泉。

## 歷史
- 龜山的硫磺冷泉是日治時代就有，惟開發較晚，

## 交通
- 可搭乘桃園客運往三德煤礦路線至〝忠恕道院〞站牌下車